# Bande des Innus de Pessamit
La bande des Innus de Pessamit est une bande indienne de la Première Nation des Innus du Québec au Canada. Ses membres vivent principalement sur la réserve de Pessamit sur la Côte-Nord du fleuve Saint-Laurent qui est également le siège de la bande. En 2016, elle a une population inscrite de 3 948 membres. Elle est gouvernée par un conseil de bande, le Conseil des Innus de Pessamit, et est affiliée au conseil tribal Manuitun. La bande fut anciennement connue sous les noms de Bersimis et de Betsiamites.

## Démographie
Les membres de la bande de Pessamit sont des Innus. En octobre 2016, celle-ci avait une population inscrite totale de 3 948 membres dont 1 058 vivaient hors réserve. Selon le recensement de 2011 de Statistiques Canada, l'âge médian de la population est de 29,3 ans.

## Géographie
La bande des Innus de Pessamit possèdent une seule réserve, Pessamit, anciennement nommée « Betsiamites » où vit la majorité de ses membres, située sur la Côte-Nord du fleuve Saint-Laurent au Québec à environ 40 km au sud-est de Baie-Comeau. Celle-ci a une superficie de 25 242 hectares. Baie-Comeau est le centre de services situé le plus près et Québec est la ville importante la plus proche.
Le Conseil des Innus de Pessamit a dévoilé en 2021 son projet d'aire protégée autochtone au Pipmuakan.

## Histoire

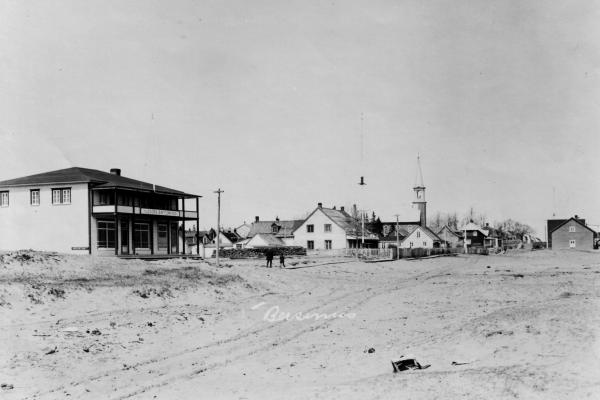
Le magasin de la Compagnie de la Baie d'Hudson à Pessamit en 1920

Les ancêtres des Innus sont présents sur la Côte-Nord du fleuve Saint-Laurent depuis au moins 5500 av. J.-C. En 1534, Jacques Cartier a rencontré un peuple qu'il nomma « Papinachois » dans la région de Tadoussac. Il s'agissait en fait des ancêtres des Innus qui furent, par la suite, appelés « Montagnais » par les colons français. De 1632 à 1782, plusieurs missionnaire jésuites évangélisèrent les Innus. D'ailleurs, en 1849, les Innus de Pessamit construisirent une chapelle sur le site du village de Pessamit actuel. En 1851, le père catholique Arnaud effectua une demande auprès du gouvernement du Canada pour réserver un territoire de 70 000 acres à l'ouest de la rivière aux Outardes pour l'usage des Amérindiens, demande qui fut accordée l'année suivante. La réserve de Pessamit fut créée en 1862. La bande était alors connue sous le nom de « Bersimis ». En 1901, les Sœurs du Bon-Conseil venues de Chicoutimi s'établirent sur la réserve afin de prodiguer l'éducation. Le Conseil des Innus de Pessamit pris l'éducation en charge en 1979. En 1981, la bande adopta le nom de « Betsiamites » et, en 2001, celui de « Pessamit », son nom actuel.

## Gouvernement
La bande des Innus de Pessamit est gouvernée par un conseil de bande, le Conseil des Innus de Pessamit, élu selon un système électoral selon la coutume basée sur la section 11 de la Loi sur les indiens. Pour le mandat de 2016 à 2020, ce conseil était composé du chef René Simon et de six conseillers,. Elle fait partie du Conseil tribal Mamuitun. Le chef du conseil de bande pour le mandat 2020-2024 est Jean-Marie Vollant.

## Langue
La langue des Innus est l'innu-aimun, une langue de la famille des langues algonquiennes. Selon le recensement de 2011 de Statistiques Canada, sur une population totale de 2 420 personnes, 2 350 connaissent une langue autochtone, c'est-à-dire plus de 97 % de la population de la bande. 95,5 % de la population a une langue autochtone encore parlée et comprise en tant que langue maternelle et 96,7 % utilisent une langue autochtone à la maison. Les aînés de 65 ans et plus parlent toujours la langue ancestrale tandis que, dans la tranche d'âge de 40 à 65 ans, le vocabulaire concernant les activités traditionnelles et la forêt se perd. Parmi les gens de moins de 40 ans, la connaissance de la langue diminue à chaque génération et plusieurs mots en français sont utilisés même dans les conversations en innu-aimun.
En ce qui a trait aux langues officielles, 18 % connaissent le français et l'anglais tandis que 76 % connaissent seulement le français et 6 % n'en connaissent aucune.

## Religion
La grande majorité des Innus de Pessamit sont catholiques. La sainte patronne de l'église de Pessamit est Notre-Dame de l'Assomption. Les aînés des Pessamit y vouent une dévotion. D'ailleurs, traditionnellement, les Innus de Pessamit partaient pour leur territoire de chasse le 15 août, la fête de Notre-Dame de l'Assomption.